# Paul Pierce
Paul Anthony Pierce (* 13. Oktober 1977 in Oakland, Kalifornien), der auch unter dem Spitznamen „The Truth“ bekannt ist, ist ein ehemaliger US-amerikanischer Basketballspieler, der zwischen 1998 und 2017 in der NBA aktiv war, die meiste Zeit davon bei den Boston Celtics. Pierce wurde während seiner Karriere unter anderem zehnmal NBA All-Star und gewann eine Meisterschaft mit den Celtics (2008). Er gilt allgemein als einer der besten Spieler der Vereinshistorie.

## Karriere

### High School und College
Pierce wuchs in Inglewood, Kalifornien auf und war der Star der Basketballmannschaft der Inglewood High School. Er wurde aufgrund seiner bemerkenswerten Spielweise zum McDonald's All-American Game eingeladen, wo er sich mit ebenfalls zukünftigen NBA-Stars wie Kevin Garnett und Vince Carter messen konnte.
In seiner College-Zeit erzielte Pierce in drei Jahren auf der University of Kansas unter Hall of Fame-Coach Roy Williams einen Schnitt von 16,4 Punkten und 6,3 Rebounds pro Spiel und wurde sowohl 1997 als auch 1998 zum MVP des Big 12 Conference Tournament gewählt.

### NBA

#### Boston Celtics (1998–2013)

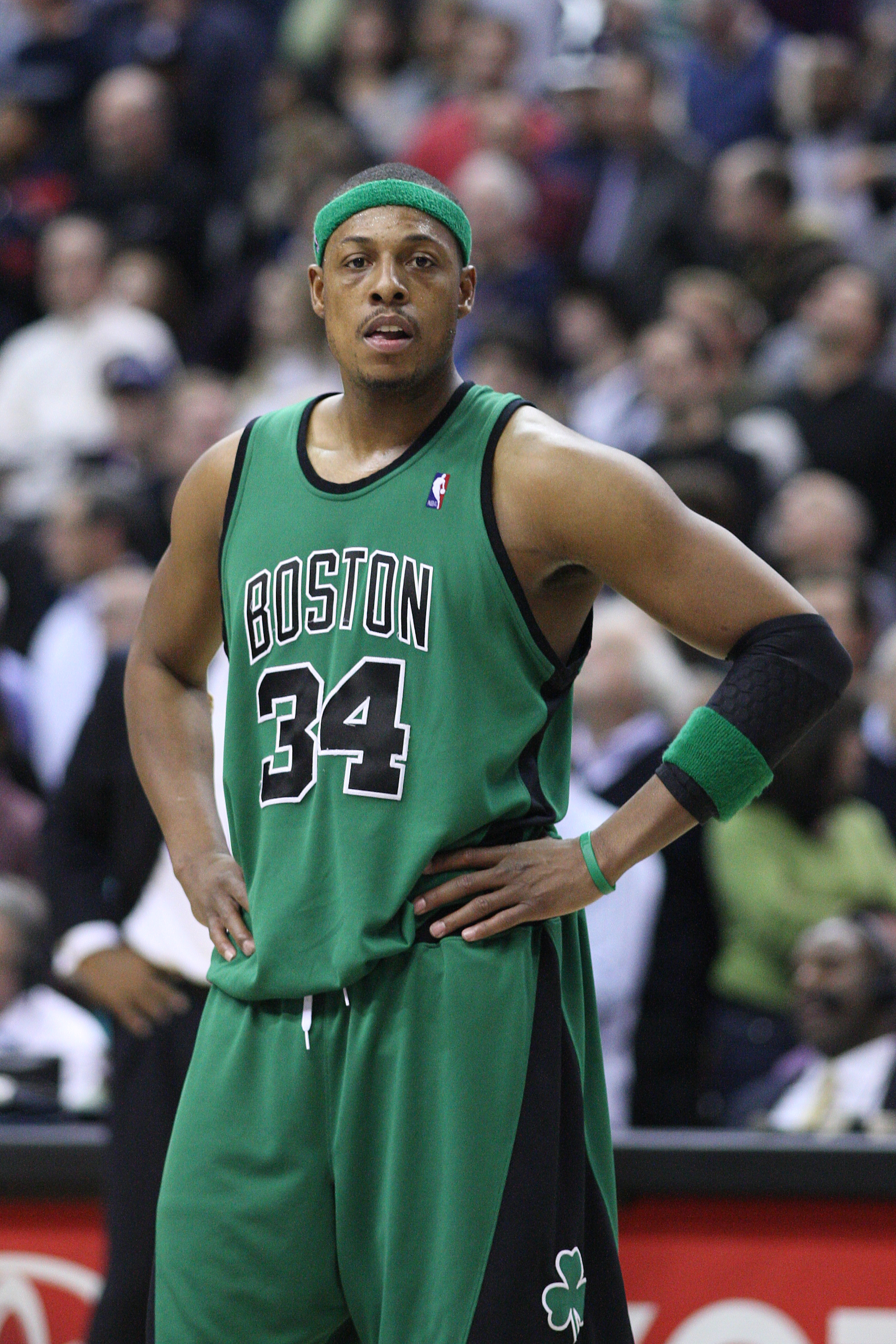
Pierce in Trikot der Boston Celtics

Pierce wurde in der ersten Runde des NBA-Drafts 1998 an 10. Stelle von den Boston Celtics ausgewählt. Nach seinem Debüt wurde er aufgrund seiner Fähigkeit, Punkte zu erzielen, Rebounds zu holen sowie wegen zahlreichen spielentscheidenden Aktionen schnell zu einem der besten Spieler in der Eastern Conference. Gemeinsam mit Teamkamerad Antoine Walker führte er die Celtics 2002 zum ersten Mal in sieben Jahren in die Play-offs und dort bis in die Eastern Conference Finals. Im dritten Spiel dieser Serie führte er die Celtics zum größten Comeback-Sieg in der Geschichte der NBA Play-offs. Er erzielte im vierten Viertel 19 seiner insgesamt 28 Punkte und die Celtics konnten einen 21-Punkte-Rückstand aufholen und sich den Sieg sichern. Pierce gehörte in dieser Zeit zu den besten Scorern der Liga und erzielte zwischen 2000 und 2003 durchschnittlich mehr als 25 Punkte pro Spiel. 2005–06 waren es sogar 26,8 Punkte pro Spiel, doch die Celtics erreichten in diesem Jahr nicht die Play-offs. In diesem Jahr gelang ihm auch sein Karriere-Bestwert mit 50 Punkten gegen die Cleveland Cavaliers.
In der NBA-Saison 2006/07 musste er aufgrund einer Stressfraktur in seinem Fuß 35 Spiele aussetzen. Die Celtics verloren in dieser Saison 18 Spiele in Folge und hatten generell eine der schlechtesten Spielzeiten ihrer Geschichte mit nur 24 Siegen. Nach dieser kurzen erfolglosen Phase verstärkten sich die Celtics vor der Saison 2007/08 mit den All-Stars Kevin Garnett und Ray Allen. Pierce verbesserte sich in dieser Saison stark in der Defensive, da er nicht mehr die ganze Offensive alleine tragen musste. Im Mai 2008 erzielte Pierce mit 41 Punkten die zweitmeisten Punkte in einem Game 7 in der Geschichte der Celtics, während eines Sieges über die Cleveland Cavaliers im Eastern Conference Halbfinale. Am 5. Juni 2008, im ersten Spiel der NBA Finals 2008 gegen die Los Angeles Lakers, „verletzte“ sich Pierce im dritten Viertel und musste mit dem Rollstuhl vom Feld gebracht werden. Nach einigen Minuten kehrte er jedoch zurück, erzielte allein 15 Punkte noch im dritten Viertel und führte sein Team zu einem 99:88-Sieg. Elf Jahre später gab Pierce in seiner Funktion als TV-Experte im Rahmen der NBA-Finals 2019 jedoch zu, die Verletzung nur vorgetäuscht zu haben, da er aufgrund eines Notfalls das Bad benutzen musste. Damit bestätigte er eine hartnäckige Verschwörungstheorie unter NBA-Fans. In sechs Spielen schlugen die Celtics die Lakers in den NBA Finals 2008 und gewannen damit ihre 17. NBA-Meisterschaft. Pierce wurde zum Most Valuable Player (MVP) dieser Finals-Serie gewählt.
In der folgenden Saison musste Pierce nur ein Spiel aussetzen und führte das Team in Punkten an. Wegen einer schweren Verletzung von Kevin Garnett mussten sich die Celtics bereits in der zweiten Runde der NBA Playoffs 2009 verabschieden. In der Saison 2009/10 nahm Pierce am Three-Point Shootout im Rahmen des NBA All-Star Weekends 2010 teil und konnte sich als erster Spieler der Celtics seit Larry Bird gegen seine Konkurrenz durchsetzen. Mit den Celtics erreichte er nach 2008 erneut das NBA-Finale. Trotz einer 3:2-Führung über die Los Angeles Lakers verloren die Celtics die letzten beiden Spiele und somit auch den Kampf um den Titel. Am 3. November 2010 erzielte Pierce den 20.000 Punkt seiner Karriere in einem Spiel gegen die Milwaukee Bucks. 2012 erreichten die Celtics das Conference-Finale unterlagen jedoch knapp den Miami Heat um Superstar LeBron James. Die darauffolgende Saison mussten die Celtics auf Star-Point-Guard Rajon Rondo verzichten, weswegen man sich nur knapp für die Play-offs qualifizieren konnte. Pierce konnte aufgrund seines Alters erstmals keine 34 Minuten pro Spiel mehr spielen. Dennoch war er mit 18,6 Punkten pro Spiel Topscorer der Celtics.
Im Draftnight 2013 wurde Pierce im Zuge des Neuaufbaus der Celtics zusammen mit Kevin Garnett und Jason Terry zu den Brooklyn Nets getradet. Er gilt als einer der besten Celtics Spieler aller Zeiten und wird in einem Atemzug mit Bill Russell und Larry Bird genannt. Er verließ die Celtics als zweitbester Scorer der Vereinsgeschichte, hinter John Havlicek.

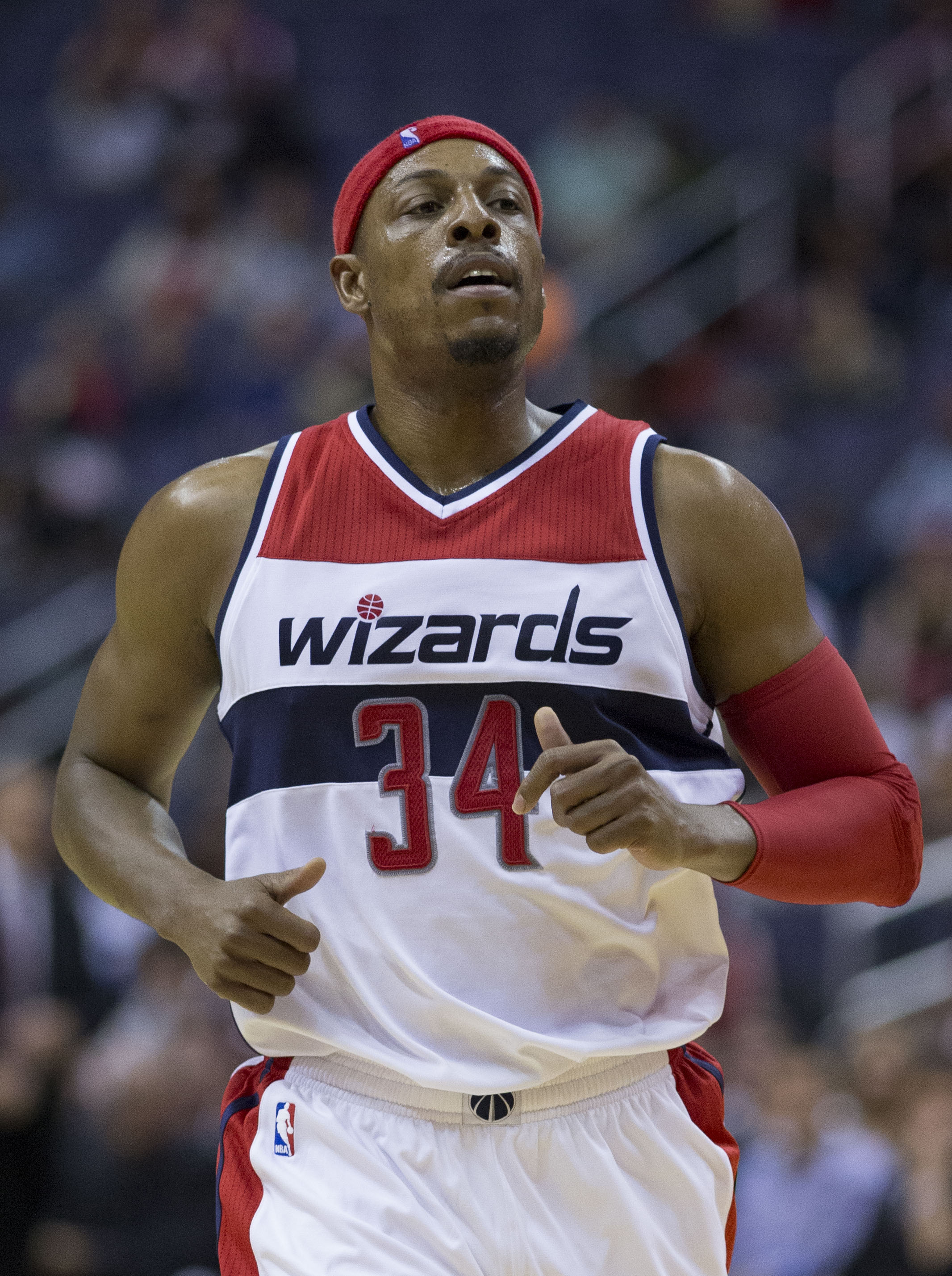
Pierce als Spieler der Wizards

|                          | Saison | Playoffs |
| ------------------------ | ------ | -------- |
| Punkte pro Spiel         | 19,7   | 19,4     |
| Rebounds pro Spiel       | 5,6    | 6,0      |
| Assists pro Spiel        | 3,5    | 3,5      |
| Blocks pro Spiel         | 0,6    | 0,6      |
| Steals pro Spiel         | 1,3    | 1,2      |
| Trefferquote             | 44,5 % | 42,3 %   |
| Trefferquote (3-Punkte)  | 36,8 % | 35,5 %   |
| Trefferquote (Freiwürfe) | 80,6 % | 83,0 %   |

#### Brooklyn Nets (2013–2014)
Die Nets stellten mit Pierce, Garnett, Joe Johnson, Brook Lopez und Deron Williams eine Startaufstellung von ehemaligen All-Stars. Mit diesen und Trainer Jason Kidd sollte die Meisterschaft nach Brooklyn geholt werden. Die Nets scheiterten jedoch an den Erwartungen und schieden in der zweiten Playoffrunde aus. Am 11. April 2014 übertraf Pierce die 25.000 Punktemarke.

#### Washington Wizards (2014–2015)
Nach einem Jahr in Brooklyn verließ Pierce die Nets und unterschrieb bei den Washington Wizards. Pierce startete in allen seinen 73 Spiele für die Wizards und erzielte 11,9 Punkte im Schnitt. Ebenso erreichte er mit den Wizards die zweite Playoffrunde, wo man später den Atlanta Hawks unterlag.

#### Los Angeles Clippers (2015–2017)
Zur Saison 2015/16 verließ Pierce die Wizards und unterzeichnete bei den Los Angeles Clippers einen Drei-Jahres-Vertrag über 10 Millionen US-Dollar. Er spielte jedoch lediglich zwei Jahre in Los Angeles, wo er 93 Spiele, davon 25 in seinem letzten Jahr, absolvierte und auf 5,4 Punkte im Schnitt kam. Nach dem Playoff-Aus der Clippers in den Playoffs 2017, endete Pierces langjährige Karriere.
Pierce hat in seiner Karriere von allen NBA-Spielern die viertmeisten Dreipunktewürfe und achtmeisten Freiwürfe verwandelt. Auf der Liste der erfolgreichsten NBA-Punktesammler liegt er derzeit auf Platz 15.

### Nationalmannschaft
Pierce war Mitglied der US-Basketballnationalmannschaft, die bei der Basketball-Weltmeisterschaft 2002 im eigenen Land einen enttäuschenden 6. Platz belegten. Pierce kam in neun Spielen auf 19,8 Punkte im Schnitt und war damit der Topscorer des US-Teams. Er war ebenfalls im Kader für die Basketball-Weltmeisterschaft 2006, musste jedoch verletzungsbedingt absagen.

## Sonstiges

### Spitzname
Seinen Spitznamen, The Truth (deu: „Die Wahrheit“), hat Pierce Shaquille O’Neal zu verdanken, der nach einem Sieg seines Teams gegen die Celtics im Jahr 2001, sagte: "My name is Shaquille O'Neal and Paul Pierce is the [expletive] truth. Quote me on that and don't take nothing out. I knew he could play, but I didn't know he could play like this. Paul Pierce is the truth."

### Messerattacke
Am 25. September 2000 wurde Pierce im Buzz Club im Boston Theater District insgesamt elf Mal in Gesicht, Nacken sowie Rücken gestochen und eine Flasche wurde auf seinem Kopf zerschmettert. Zeugen zufolge wollte er einen Streit schlichten und geriet zwischen die Fronten. Tony Battie, der ebenfalls bei den Celtics unter Vertrag war, rettete Pierce, indem er ihn so schnell wie möglich zum nächsten Krankenhaus fuhr. Pierce musste notoperiert werden, um sein Leben zu retten. Trotz dieser Attacke konnte er alle Spiele der NBA-Saison 2000/01 bestreiten.

### Hall of Fame
Am 16. Mai 2021 wurde bekanntgegeben, dass Pierce in die Naismith Memorial Basketball Hall of Fame aufgenommen wird.

## Auszeichnungen & Rekorde

### Auszeichnungen
- NBA-Meisterschaft: 2008
- NBA Finals MVP: 2008
- 10-facher NBA All-Star: 2002–2006, 2008–2012
  - NBA All-Star Weekend Three-Point Shootout Gewinner: 2010
- All-NBA Second Team: 2009
  - All-NBA Third Team: 2002, 2003, 2008
- NBA All-Rookie First Team: 1999

### NBA-Rekorde
- Meiste verwandelte Freiwürfe in einem Viertel der NBA Finals: 10 (Spiel 5, NBA Finals 2008)

#### Teaminterne Rekorde
- 30 oder mehr Punkte in zwölf aufeinanderfolgenden Spielen
- Meiste Punkte in einem Spiel im TD Banknorth Garden: 50 (15. Februar 2006, gegen die Cleveland Cavaliers)
- Meiste Punkte in einer Hälfte (inkl. Verlängerung): 46 (1. Dezember 2001, zweite Hälfte gegen die New Jersey Nets)
- Meiste Punkte in einer Verlängerung: 13 (1. Dezember 2001, zweite Hälfte gegen die New Jersey Nets)
- Meiste verwandelte Freiwürfe in einem Spiel: 20 (2. November 2002, gegen die New York Knicks)
- Meiste versuchte Freiwürfe in einem Spiel: 24 (2. November 2002, gegen die New York Knicks)
- Meiste verwandelte Freiwürfe in einer Saison: 612 (2005–2006)
- Meiste Steals in einem Spiel: 9 (3. Dezember 1999, gegen die Miami Heat)
- Höchster Punkteschnitt in einem Monat: 33,7 Punkte/Spiel (Februar 2006)